# Guillaume Titus-Carmel
Pour les articles homonymes, voir Titus-Carmel.
Guillaume Titus-Carmel abrégé en Guillaume TC, né en 1975, est un publicitaire français, connu pour ses photomontages de personnalités diffusés sur les réseaux sociaux « #CroisonsLes ».

## Biographie
Fils du peintre Gérard Titus-Carmel et de Joan Titus-Carmel, une Américaine polyglotte (sept langues) traductrice de poésie japonaise, Guillaume Titus-Carmel grandit à Oulchy-le-Château dans l'Aisne.
À l'âge de 20 ans, il quitte le cursus universitaire (faculté d'histoire à l'université Robert Schuman de Strasbourg), pour aller vivre aux États-Unis durant sept ans. Profondément marqué par les attentats du 11 septembre 2001, il rentre en France chez ses parents et s'inscrit aux Assedic de Soissons. Depuis une vingtaine d'années, il travaille pour diverses agences de communication et de publicité,,.
En décembre 2012, durant l'émission Des paroles et des actes, le journaliste Guy Birenbaum demande sur Twitter, si quelqu'un est prêt à superposer deux visages ; celui de François Lenglet (journaliste économique de l'émission qui s'avère être chauve), avec celui d'une femme assise derrière lui aux cheveux longs. Amusé par le défi, Guillaume Titus-Carmel s'exécute et son tweet est remarqué. Le lendemain, il fait un nouveau photomontage lors d'une émission avec Guy Birenbaum, Bruce Toussaint et Philippe Geluck, en échangeant les crânes chauves et les cheveux. La création de ses photomontages « #CroisonsLes » peut varier de 15 minutes et 2 heures, il déclare : « je ne suis pas un expert de Photoshop, mais je fais de mon mieux à mon modeste niveau ». Très suivi sur les réseaux sociaux, il a publié plus de 2 000 photomontages,.
En septembre 2014, son premier livre intitulé Croisons-les sort aux éditions Flammarion, puis un second aux éditions 365 en octobre 2016.
Deux de ses photomontages sont mis en une du journal Libération ; un croisement de François Fillon et Margaret Thatcher en novembre 2016 et un autre entre Donald Trump et Kim Jong-un en août 2017.
À la rentrée 2018, il rejoint l'émission Les Enfants de la télé de Laurent Ruquier, diffusée chaque dimanche sur France 2. Il intervient pour diffuser des photomontages « #CroisonsLes », en lien avec l'actualité ou les invités.

### Vie privée
Marié, il est père de deux enfants.

## Ouvrages
- Croisons-les, Paris, éditions Flammarion, 10 septembre 2014, 128 p. (ISBN 978-2-08-134699-4).
- Almaniak Croisons-les 2016, éditions 365, 7 octobre 2015, 640 p. (ISBN 978-2-35155-744-0).